# Iermata Neagră
Iermata Neagră (węg. Feketegyarmat) – wieś w Rumunii, w okręgu Arad, w gminie Zerind. W 2011 roku liczyła 491 mieszkańców. 